# وفاة وجنازة جوزيف بروز تيتو

الدول التي أرسلت وفود رسمية.
الدول التي لم ترسل وفود رسمية، ولكن المنظمات من تلك الدول فعلت ذلك.
الدول التي لم ترسل وفود

في 8 مايو 1980، نظمت جنازة جوزيف بروز تيتو، رئيس يوغوسلافيا ورئيس رابطة شيوعيي يوغوسلافيا، بعد أربعة أيام من وفاته في 4 مايو. وقد اجتذبت جنازته العديد من رجال الدولة في العالم، من بلدان عدم الانحياز وبلدان الانحياز. واستنادا إلى عدد السياسيين الحاضرين ووفود الحكومات، كانت هذه الجنازة أكبر جنازة رسمية في التاريخ. وكان من بين الحاضرين أربعة ملوك، 31 رئيسا، وستة أمراء، و 22 رئيسا للوزراء، و 47 وزيرا للشؤون الخارجية من كلا جانبي الستار الحديدي وما بعده. وفي المجموع، كانت هناك 128 دولة من بين 154 دولة عضوا في الأمم المتحدة في ذلك الوقت ممثلة. كما كان هناك مندوبون من سبع منظمات متعددة الأطراف وست حركات و 40 حزبا سياسيا.
أصبح تيتو مريضا بشكل متزايد طوال عام 1979. وفي 7 يناير ومرة أخرى في 11 يناير 1980، أدخل تيتو في المركز الطبي الجامعي في ليوبليانا، عاصمة جمهورية سلوفينيا الاشتراكية، مع وجود مشاكل في الدورة الدموية في ساقيه. وبعد ذلك بقليل بترت ساقه اليسرى بسبب انسداد الشرايين، وتوفي من جراء الغنغرينا في المركز الطبي ليوبليانا في 4 مايو 1980 في الساعة 3:05 بعد الظهر، أي قبل ثلاثة أيام من عيد ميلاده الثامن والثمانين. وقد أحضر قطار بلافي فوز القطار الازرق، وهو قطار رئاسي رسمي جثمانه إلى العاصمة اليوغوسلافية بلغراد حيث رقد في مبنى البرلمان الاتحادي حتى الجنازة.

## المرض
بحلول عام 1979، تدهورت صحة تيتو بسرعة، ويرجع ذلك أساسا إلى الانسداد الشرياني في ساقه اليسرى. وكان السبب الرئيسي في ذلك هو مرض السكري، الذي عانى منه تيتو لسنوات عديدة. وفي ذلك العام، شارك في مؤتمر هافانا لحركة عدم الانحياز وأمضى ليلة رأس السنة في مقر إقامته في كاراجورجيفو. وخلال الحدث المتلفز، ظل تيتو جالسا بينما يتبادل التحيات، مما أثار قلق المشاهدين.
وفي أواخر فبراير، تراجعت صحة تيتو بشكل مفاجئ. وكان يعاني من فشل في الكلى وفي مارس بدأ القلب والرئتين في الفشل. وفي أواخر أبريل، أصيب بسكتة دماغية، بينما كان يقيم في قلعة بردو بالقرب من كراني. ثم أدخل إلى المركز الطبي في ليوبليانا، حيث توفي.

## الوفاة
توفي المارشال جوزيف بروس تيتو في قسم جراحة القلب والأوعية الدموية في المركز الطبي الجامعي، ليوبليانا في 4 مايو 1980 في الساعة 3:05 مساء، بسبب مضاعفات الغرغرينا، قبل ثلاثة أيام من عيد ميلاده الثامن والثمانين. وقد توفي في الطابق السابع في غرفة صغيرة في الركن الجنوبي الشرقي.
إلى الطبقة العاملة، جميع السكان والمواطنين العاملين، وجميع دول وجنسيات جمهورية يوغوسلافيا الاتحادية الاشتراكية:
توفي الرفيق تيتو.
في الرابع من مايو 1980، الساعة 15:05 في ليوبليانا، القلب العظيم لرئيس يوغوسلافيا الاشتراكية، ورئيس مجلس رئاسة يوغوسلافيا، ورئيس رابطة الشيوعيين في يوغوسلافيا، مارشال يوغوسلافيا، كما توقف القائد العام للقوات المسلحة اليوغوسلافية جوسيب بروس تيتو عن الضرب.
فالحزن والألم العظيمان يهزان الطبقة العاملة والأمم والجنسيات في بلدنا وكل مواطن وعامل وجندي، محارب قديم في الحرب، فلاح، ومفكر، وكل منشئ، ورائد وشباب، وكل فتاة وأم.

## الوفود الأجنبية

### الوفود الرسمية

#### رؤساء الدول
State delegations of those countries were led by their respective رأس الدولة:
- Algeria: الشاذلي بن جديد (رئيس الجزائر), محمد الصديق بن يحيى (Minister of Foreign Affairs)
- Austria: رودولف كيرخشليغر (رئيس النمسا), برونو كرايسكي (مستشار النمسا), Willibald Pahr (وزير خارجية النمسا  [لغات أخرى]‏)
- Bangladesh: ضياء الرحمن (رئيس بنغلاديش), Muhammad Shamsul Haque (وزير الخارجية  [لغات أخرى]‏)
- Belgium: ملكية بلجيكا بودوان الأول ملك بلجيكا، ويلفريد مارتنز (رئيس وزراء بلجيكا), Henri Simonet (Minister of Foreign Affairs  [لغات أخرى]‏)
- جمهورية بلغاريا الشعبية: تودور جيفكوف (Chairman of the State Council  [لغات أخرى]‏)
- Canada: Edward Schreyer (حاكم عام كندا), جان مارشان (Speaker of the Senate  [لغات أخرى]‏)
- جمهورية تشيكوسلوفاكيا الاشتراكية: غوستاف هوساك (قائمة رؤساء تشيكوسلوفاكيا), Miloš Jakeš (First Secretary of the الحزب الشيوعي التشيكوسلوفاكي), Bohuslav Chňoupek (Ministers of Foreign Affairs  [لغات أخرى]‏)
- ديرغ: منغستو هيلا مريام (قائمة رؤساء إثيوبيا)
- Finland: أورهو ككونن (رئيس فنلندا), بافو فايرينين  [لغات أخرى]‏ (وزير الخارجية  [لغات أخرى]‏)
- Greece: Konstantinos Tsatsos (رئيس اليونان), Agamemnon Gratzios (هيئة الأركان العامة للدفاع الوطني (اليونان))
- Guinea: أحمد سيكو توري (قائمة رؤساء غينيا), Moussa Diakité (Foreign minister)
- Guinea-Bissau: لويس كابرال (رئيس غينيا بيساو), Constantino Teixeira (Commissar of Internal Affairs)
- جمهورية المجر الشعبية: يانوش كادار (General Secretary of the حزب العمال الاشتراكي المجري)
- العراق إبان حكم حزب البعث: صدام حسين (رئيس العراق), سعدون حمادي (Foreign Minister)
- Ireland: باتريك هيلري (قائمة رؤساء أيرلندا), جورج كولي (تانيست)
- Italy: ساندرو برتيني (رئيس إيطاليا), فرانشيسكو كوسيغا (رئيس وزراء إيطاليا), Oddo Biasini (Minister of Culture  [لغات أخرى]‏)
- Jordan: قائمة ملوك الأردن الحسين بن طلال، عبد الحميد شرف (رئيس وزراء الأردن)
- Cyprus: سبيروس كبريانو (قائمة رؤساء قبرص), Nicos A. Rolandis (Foreign Minister  [لغات أخرى]‏)
- North Korea: كم إل سونغ (الأمين الأول لحزب العمال الكوري and الرئيس الأبدي للجمهورية), هو دم (Foreign Minister  [لغات أخرى]‏), O Jin-u (وزارة الدفاع الوطني (كوريا الشمالية))
- كمبوتشيا الديمقراطية: خيو سامبان (President of the State Presidium  [لغات أخرى]‏ and رئيس وزراء كمبوديا), Teng Sang (Vice President)
  - Note: This delegation represented the UN-recognized government of Cambodia (Democratic Kampuchea  [لغات أخرى]‏), although in 1980 Cambodia was de facto ruled as the جمهورية كمبوتشيا الشعبية.[1]
- Luxembourg: جان، دوق لوكسمبورغ الأكبر (الدوق الأكبر للوكسمبورغ), غاستون ثورن (Foreign Minister  [لغات أخرى]‏ and Deputy Prime Minister  [لغات أخرى]‏)
- Mali: موسى تراوري (رئيس مالي), Alioune Blondin Beye (وزير الخارجية  [لغات أخرى]‏)
- Malta: أنطون بتيغيغ (رئيس مالطا)
- East Germany: إريش هونيكر (General Secretary of the Central Committee and the Chairman of the State Council), أوسكار فيشر (وزير الخارجية (ألمانيا)), Manfred Flegel (Deputy Chairmen of the Council of Ministers  [لغات أخرى]‏)
- West Germany: كارل كارستنز (رئيس ألمانيا), هلموت شميت (مستشار ألمانيا), هانز ديتريش غينشر (وزير الخارجية (ألمانيا))
- Norway: ملكية النرويج أولاف الخامس، أودفار نوردلي (رئيس وزراء النرويج)
- Pakistan: محمد ضياء الحق (رئيس باكستان), Riaz Piracha (السكرتير الأجنبي لباكستان  [لغات أخرى]‏)
- Panama: أريستيدس رويو (قائمة رؤساء بنما), كارلوس أوزوريس  [لغات أخرى]‏ (Foreign Minister  [لغات أخرى]‏)
- Poland: Edward Gierek (حزب العمال البولندي الموحد), فويتشخ ياروزلسكي (وزارة الدفاع الوطني)
- Portugal: أنطونيو راماليو ايانس (رئيس البرتغال), فرانسيسكو دي سا كارنيرو (رئيس وزراء البرتغال)
- جمهورية رومانيا الاشتراكية: نيكولاي تشاوتشيسكو (رئيس رومانيا  [لغات أخرى]‏), Ilie Verdeț (رئيس وزراء رومانيا), شتيفان أندري (Minister of Foreign Affairs  [لغات أخرى]‏)
- San Marino: Pietro Chiaruzzi and Primo Marani (Captains Regent)
- Soviet Union: ليونيد بريجنيف (السكرتير العام للحزب الشيوعي السوفييتي، رئيس هيئة رئاسة مجلس السوفيت الأعلى لاتحاد الجمهوريات الاشتراكية السوفياتية  [لغات أخرى]‏), أندري جروميكو (Ministry of Foreign Affairs  [لغات أخرى]‏)
- Sweden: ملك السويد كارل السادس عشر غوستاف، Ola Ullsten (Minister for Foreign Affairs  [لغات أخرى]‏)
- Syria: حافظ الأسد (رئيس سوريا), عبد الحليم خدام (وزارة الخارجية والمغتربين (سوريا) and نائب رئيس الوزراء في سوريا)
- Tanzania: جوليوس نيريري (رئيس تنزانيا), بنيامين مكابا (Minister of Foreign Affairs  [لغات أخرى]‏)
- Togo: غناسينغبي إياديما (President)
- Zambia: كينيث كاوندا (رئيس زامبيا), Wilson M. Chakulya (وزير الخارجية  [لغات أخرى]‏)

#### رؤساء الحكومات أو نواب رؤساء الدول
State delegations of those countries were headed by their رئيس حكومة or vice-heads of state:
- الطريق البورمي إلى الاشتراكية: Maung Maung Kha (رئيس وزراء بورما)
- Cape Verde: بيدرو بيريس (Prime Minister  [لغات أخرى]‏)
- China: هوا جيو فينج (رئيس الحزب الشيوعي الصيني and رئيس مجلس الدولة الصيني), جي بينجفي (Secretary General of the State Council)
- Egypt: حسني مبارك (قائمة نواب رئيس الجمهورية (مصر))
- France: رايمون باغ (رئيس الوزراء الفرنسي), Jean François-Poncet (وزارة الخارجية (فرنسا))
- Ghana: Joseph W.S. deGraft-Johnson (نائب رئيس غانا  [لغات أخرى]‏), Isaac Chinebuah (وزير الخارجية  [لغات أخرى]‏), William Ofori Atta (Government Minister)
- India: أنديرا غاندي (رئيس وزراء الهند)
- Indonesia: آدم مالك (نائب رئيس إندونيسيا)
- Japan: ماسايوشي أوهيرا (رئيس وزراء اليابان), Yasure Katoi (وزارة الخارجية (اليابان))
- مدغشقر: Charles Ravoajanakhari (Vice President of the Supreme Revolutionary Council  [لغات أخرى]‏)
- الجمهورية الشعبية المنغولية: جامبين باتمونك (رئيس وزراء منغوليا)
- Netherlands: كلاوس من هولندا (قائمة أقران ملوك هولندا), برنهارد أمير هولندا (former قائمة أقران ملوك هولندا), دريس فان أغت (رئيس وزراء هولندا), Chris van der Klaauw (Minister of Foreign Affairs  [لغات أخرى]‏)
- Peru: Pedro Richter Prada (رئيس مجلس الوزراء البيروفي  [لغات أخرى]‏)
- Spain: أدولفو سواريث (رئيس وزراء إسبانيا), Marcelino Oreja  [لغات أخرى]‏ (Minister of Foreign Affairs  [لغات أخرى]‏)
- Turkey: سليمان دميرل (رئيس وزراء تركيا), خير الدين إيركمن  [لغات أخرى]‏ (قائمة وزراء خارجية تركيا)
- United Kingdom: فيليب دوق إدنبرة (قرائن ملوك بريطانيا), مارغريت ثاتشر (رئيس وزراء المملكة المتحدة), Lord Carrington  [لغات أخرى]‏ (وزير الدولة للشؤون الخارجية وشؤون الكومنولث  [لغات أخرى]‏), Fitzroy Maclean  [لغات أخرى]‏ (wartime British liaison to Yugoslav Partisans, personal friend of Tito)
- United States: والتر مونديل (نائب رئيس الولايات المتحدة), ليليان جوردي كارتر (mother of President جيمي كارتر) and أفيريل هاريمان (former حاكم الدولة of نيويورك (ولاية))
- قالب:بيانات بلد Yemen Arab Republic: Qadi Abdel (Vice President)
- Zimbabwe: روبرت موغابي (رئيس وزراء زيمبابوي)

#### النواب أو وزراء الخارجية
Delegations of those countries were headed by their deputy heads of state, deputy heads of government or their foreign ministers:
- جمهورية أفغانستان الديمقراطية: سلطان علي كشتمند  [لغات أخرى]‏ (First Deputy Chairman of the مجلس وزراء جمهورية أفغانستان), Shah Mohamad Dost (Foreign Minister)
- Australia: أندرو بيكوك (وزير الخارجية  [لغات أخرى]‏)
- Bolivia: Gaston Aroas Levi (Chancellor)
- Brazil: Jose Ferraz de Rosa (Army General, State Minister, and General Chief of Staff), Oto Agripino Maia (وزارة الشؤون الخارجية (البرازيل))
- Cameroon: Jean Keutcha (وزير الخارجية  [لغات أخرى]‏)
- Cuba: كارلوس رافاييل رودريغيز (Vice President of the مجلس الدولة الكوبي), إيزيدور مالميركا  [لغات أخرى]‏ (وزير الشؤون الخارجية  [لغات أخرى]‏)
- Denmark: هنريك أمير الدنمارك (Prince Consort  [لغات أخرى]‏), Kjeld Olesen (وزير الخارجية  [لغات أخرى]‏)
- Guyana: Ptolemy Reid (Deputy Prime Minister)
- Iran: صادق قطب زاده (وزارة الشؤون الخارجية (إيران))
- Mauritius: Harold Edward Water (Foreign Minister)
- Mexico: إنريكي أوليفاريس سانتانا (Secretary of the Interior  [لغات أخرى]‏), Luis M. Farías (President of the Chamber of Deputies  [لغات أخرى]‏)
- مملكة نيبال: Prince جيانيندرا من نيبال and K. B. Shahi (Minister of Foreign Affairs  [لغات أخرى]‏)
- Nigeria: Ishaya Audu (وزير الخارجية), Joseph Wayas (President of the Senate  [لغات أخرى]‏)
- Nicaragua: ميغيل ديسكوتو بروكمان (Foreign Minister)
- New Zealand: Brian Talboys (نائب رئيس وزراء نيوزيلندا  [لغات أخرى]‏ and وزير الخارجية  [لغات أخرى]‏)
- Seychelles: Jacques Hodoul (وزير الخارجية  [لغات أخرى]‏)
- Sri Lanka: Abdul Cader Shahul Hameed (Minister of External Affairs  [لغات أخرى]‏)
- Switzerland: بيير أوبيرت (وزارة الخارجية الاتحادية السويسرية)
- Thailand: ثانات خومان  [لغات أخرى]‏ (Deputy Prime Minister)
- Uganda: Otema Allimadi (Foreign Minister  [لغات أخرى]‏)
- Venezuela: José Zambrano Velasco (Minister of Foreign Affairs  [لغات أخرى]‏)
- Vietnam: Huỳnh Tấn Phát (نائب رئيس وزراء فيتنام  [لغات أخرى]‏)

#### وفود أخرى من الدول
وكان رؤساء وفود الدول في تلك البلدان وزراء حكوميين أو سفراء أو أعضاء في البيت الملكي:
- Albania: Sokrat Plaka (ambasador to Yugoslavia)
- قالب:بيانات بلد People's Republic of Angola: Ambrósio Lukoki (Minister of Education and Member of the Politburo of الحركة الشعبية لتحرير أنغولا), Afonso Van-Dunem (Member of the Central Committee of الحركة الشعبية لتحرير أنغولا)
- Argentina: Alberto Rodríguez Varela (وزارة العدل وحقوق الإنسان (الأرجنتين))
- بنين: Tonakpon Capo-Chichi (Minister of Culture) and Agbahe Gregoire (Minister of Tourism and Crafts)
- Botswana: A. V. Kgarebe (High Commissioner to the United Kingdom)
- Burundi: Reni Nkonkengurute (Member of the Politburo and Presidium of the Central Committee of the اتحاد التقدم الوطني  [لغات أخرى]‏, Minister for Presidency affairs)
- جمهورية إفريقيا الوسطى: General Mbale (Minister of Internal Affairs)
- Colombia: Gustavo Balcázar Monzón (سفارة كولومبيا في المملكة المتحدة)
- جمهورية الكونغو الشعبية: Jean Ganga Zansou (President of the National Assembly  [لغات أخرى]‏)
- Costa Rica: Fernando Aldman (Minister of Economy)
- Ecuador: Mario Aleman (Sub-secretary of the Ministry of Foreign Affairs)
- Equatorial Guinea: Abaga Julian Esono (Ambassador to France)
- Gabon: Jean Robert Fungu (Ambassador to Yugoslavia)
- Iceland: Ingvi Sigurður Ingvarsson (Ambassador to Sweden, non-resident Ambassador to Yugoslavia)
- Ivory Coast: K. Nalobamba (State Minister), Tousagnon Benoit (Vice-President of the National Assembly)
- Jamaica: K. G. Hill (Ambassador to Geneva, non-resident Ambassador to Yugoslavia)
- Kenya: J. H. Okvanyo (Trade minister)
- Kuwait: Sheikh Abdullah al Jaber (Special emissary of Emir جابر الأحمد الصباح)
- Lebanon: Ali el Khalil (Minister of Finance)
- Liberia: Robert Kvele Kennedy (Ambassador to Rome, non-resident Ambassador to Yugoslavia)
- تاريخ ليبيا تحت حكم معمر القذافي: أبو بكر يونس (Minister of Defense, General of Army)
- Liechtenstein: Walter Oehry (Govermnet Minister)
- Maldives: Ahmed Zaki (Permanent Representatives to the UN)
- Malaysia: Abdul Taib Mahmud (Minister of Defence)
- Mauritania: Mohamme Ulg el-Hussein (Minister)
- Morocco: Dej Ould Sidi (President of Parilament), Mohammed Doniri (Minister of Supples)
- موزمبيق: Marcelino dos Santos (Member of the Central Committee of جبهة تحرير موزمبيق, member of the Parliement Standing Committee)
- Niger: Mahamane Karmou (Ambassador to USSR, non-resident Ambassador to Yugoslavia)
- Oman: Fahad bin Mahmoud Al-Said (Under-secretary of judicial affairs)
- Philippines: ليون ماريا غيريرو الثالث (Ambassador to Yugoslavia)
- Rwanda: Jules Kanadra (Ambassador to Moscow, non-resident Ambassador to Yugoslavia)
- São Tomé and Príncipe: Brata da Coste (Member of the Coordinating council of the MLSTP/PSD, Minister for Planning)
- Senegal: Maggat Lo (President of the Economic-social committee of the Parliament), Mohammed Li (Government Minsiter)
- Sierra Leone: Philip Faboe (Secretary of State)
- Singapore: ديفيد ساول مارشال (Ambassador to France)
- جمهورية الصومال الديمقراطية: Ismail Ali Abokor (President of the People's Assembly, and Member of the Politburo of the Central Committee of the الحزب الاشتراكي الثوري الصومالي)
- South Yemen: M. S. Muti (Member of the Politburo and Secretary of the Central Committee of the الحزب الاشتراكي اليمني), A. R. Ratib (Member of the Politburo)
- تاريخ السودان المعاصر: Sherif Ghasim (Member of the Politburo of the الاتحاد الاشتراكي السوداني)
- Trinidad and Tobago: James O'Neil (Ambassador to Belgium, non-resident Ambassador to Yugoslavia)
- Tunisia: الصادق المقدم (رئيس مجلس نواب الشعب (تونس), and Member of the Politburo of the الحزب الاشتراكي الدستوري) and الحبيب بورقيبة الابن
- Upper Volta: Tiemoko Marc Garango (Ambassador to West Germany, non-resident Ambassador to Yugoslavia)
- Uruguay: Walter Ravenna (Minister of National Defense)
- Vatican City: Achille Silvestrini (Secretary of the Council for Public Affairs of the Church  [لغات أخرى]‏)
- Zaire: Nzondomyo a' Dokpe Lingo (President of the National Assembly  [لغات أخرى]‏)

### وفود الأحزاب والمنظمات

#### منظمات دولية
- Arab League: الشاذلي القليبي (قائمة أمناء عموم جامعة الدول العربية)
- البرلمان الأوروبي: سيمون فاي (رئيس البرلمان الأوروبي)
- مجلس أوروبا: Franz Karasek (الأمين العام لمجلس أوروبا)
- المفوضية الأوروبية: Wilhelm Haferkamp (نائب رئيس المفوضية الأوروبية)
- قالب:بيانات بلد Commonwealth: Shridath Ramphal (Secretary-General)
- منظمة التعاون الاقتصادي والتنمية: Emiel van Lennep (Secretary-General)
- United Nations: كورت فالدهايم (أمين عام الأمم المتحدة), P. N. Dhar
- قالب:بيانات بلد UNESCO: أمادو مختار مبو  [لغات أخرى]‏ (Director-General)

#### حركات تحرر
- منظمة التحرير الفلسطينية: ياسر عرفات (رئيس منظمة التحرير الفلسطينية)
- جبهة البوليساريو: محمد عبد العزيز (رئيس الجمهورية العربية الصحراوية الديمقراطية)
- سوابو: David Meroro (President of the People's Assembly)

#### الأحزاب السياسية والنقابات العمالية
- الحزب الشيوعي الأسترالي: Bernie Taft (Secretary)
- حزب العمال الأسترالي: Jane Taggart
- الحزب الشيوعي النمساوي: Franz Muhri (president) and Josef Nichel-Vizer (Member of the Central Committee)
- رابطة عوامي: Kamal Hosein
- الحزب الشيوعي البلجيكي  [لغات أخرى]‏: Louis Van Geyt (president), Jean Debruvere (Member of the Politbureau)
- الحزب الاشتراكي البلجيكي: André Cools (president), Irène Pétry (member of the National Bureau, Vice President of the الأممية الاشتراكية, President of the منظمة المرأة الاشتراكية الدولية)
- الحزب الشيوعي التشيلي: Milo Carres Orlando (Member of the Politbureau)
- الحزب الاشتراكي في تشيلي: Carlos Altamirano (Secretary), Clodomiro Almeida (Secretary)
- Popular Unitary Action Movement: Ricardo Lopez
- Radical Party of Chile: Benjamin Tekliski (Executive Secretary)
- الحزب الشيوعي في الدنمارك  [لغات أخرى]‏: Jørgen Jensen  [لغات أخرى]‏ (president), Hans Kloster (member of the Central Committee)
- حزب الشعب الاشتراكي: جيرت بيترسن (president)
- Dominican Revolutionary Party: Francisco Pena Gomez
- Labor Party of Egypt: Hamid Zidani
- Arab Trade Unions (Egypt): Fati Mohammad (Secretary-General)
- الحزب الشيوعي الفرنسي: Georges Marchais (Secretary general)
- French الحزب الاشتراكي (فرنسا): فرنسوا ميتران (First secretary), ليونيل جوسبان (National Secretary)
- French Unified Socialist Party  [لغات أخرى]‏: Maurice Revenel (National secretary), Victor Ledik (National secretary)
- French Democratic Confederation of Labour: Edmond Maire (Secretary-General ), Jacques Chereque (Deputy Secretary-General)
- الكنفدرالية العامة للشغل: Gerard Gomez (National Secretary)
- French حزب اليسار الراديكاليFrancois Lissere
- People's National Party (Ghana): Nana Okutwer Beko (president)
- Communist Party of Greece (Interior): Babis Drakopoulos (Secretary General)
- الحزب الشيوعي اليوناني: Charilaos Florakis (Secretary General)
- اتحاد اليسار الديمقراطي  [لغات أخرى]‏ (Greece): مانوليس غليزوس
- Party of Democratic Socialism (Greece): Yagos Pesmazoglou, Georgios Milonas, Charalambos Protopapas
- الحركة الاشتراكية اليونانية: أندرياس باباندريو (Secretary General)
- General Confederation of Greek Workers: Nicholas Papageorgiou (President)
- Communist Party of the Netherlands: Henk Hustra (president)
- حزب العمل (هولندا): يوب دن إل (Parliamentary group leader)
- Communist Party of Ireland: Andy Barr  [لغات أخرى]‏ (president)
- الحزب الشيوعي الإيطالي: إنريكو برلينغوير (Secretary General)
- الحزب الاشتراكي الإيطالي: بتينو كراكسي (Secretary General)
- الحزب الاشتراكي الديمقراطي الإيطالي  [لغات أخرى]‏: Ruggero Puletti (deputy Secretary-General), Giuseppe Amadei
- حزب الوحدة البروليتارية  [لغات أخرى]‏ and the Workers Movement for Socialism: Lucio Magri (Secretary-General), Luca Cafiero (Secretary)
- الديمقراطية المسيحية (حزب سياسي إيطالي): Vito Lattanzio
- الحزب الشيوعي الياباني: Kamejiro Senaga, Sakundo Onuma
- الحزب الاشتراكي الديمقراطي الياباني: Tomio Kawahami, Eiji Yasai
- المؤتمر الوطني الأفريقي: N. Kobi
- Colombian Communist Party: Alvaro Delgado
- الحزب الشيوعي اللبناني: Nicolas Shawi (Secretary General)
- الحزب التقدمي الاشتراكي: وليد جنبلاط (President)
- حزب الاتحاد الاشتراكي للقوات الشعبية (المغرب): Abderahime Buabid (Secretary General)
- حزب التقدم والاشتراكية (Morocco): علي يعتة (Secretary General)
- Communist Party of Mauritius: Chandramun (President)
- Mexican Communist Party: Marcos Leonel Pasades (Member of the Executive Committee)
- الحزب الشيوعي الألماني: هربرت ميس, Carlos Schroder
- الحزب الديمقراطي الاجتماعي الألماني: ويلي براندت (President, President of the الأممية الاشتراكية)
- الحزب الوطني النيجيري  [لغات أخرى]‏: Augustus Akinloye (President)
- الحزب الشيوعي البرتغالي: Álvaro Cunhal (Secretary General)
- الحزب الاشتراكي (البرتغال): ماريو سواريز (Secretary General)
- Left-wing Union for the Socialist Democracy (Portugal): أنطونيو لوبيز كاردوسو (Secretary General)
- Sammarinese Communist Party: Umberto Barulli (Secretary General)
- Sammarinese Socialist Party: Giuseppe della Balda
- الحزب الشيوعي السوري: Daniel Neme
- الحزب الشيوعي الإسباني: سانتياغو كاريو (Secretary General)
- الحزب الاشتراكي العمالي الإسباني: فيليبي غونثاليث (Secretary General)
- اتحاد العمال العام (Spain): Anton Valentin
- حزب الحرية السريلانكي: سيريمافو باندرانايكا (President)
- حزب العمل السويسري: Jean Vincent (honorary President)
- المنظمات التقدمية في سويسرا: Georg Degen
- حزب اليسار (السويد) (Sweden): لارس فيرنر (President), Bo Hammar (member of the Politbureau)
- حزب العمال الديمقراطي الاشتراكي السويدي: ستين أندرسون (Secretary)
- حزب الشعب الجمهوري (تركيا): بولنت أجاويد (President)
- الحزب الشيوعي البريطاني: غوردون مكلينان (Secretary General)
- حزب العمال (المملكة المتحدة): جيمس كالاهان (Leader)